# Gabriel Capicchioni
Gabriel Toledo Capicchioni (12 maggio 2006) è un calciatore sammarinese, attaccante della Virtus, della nazionale sammarinese e della nazionale under 21 sammarinese.

## Carriera

### Club
Nato nel 2006, di doppia nazionalità sammarinese e colombiana, suo nonno Luciano Capicchioni è stato procuratore e dirigente sportivo.
Ha militato nelle giovanili di Verucchio (provincia di Rimini), San Marino Academy e Rimini.

### Nazionale
Ha esordito con le nazionali giovanili sammarinesi nel 2022, con l'Under-17, ottenendo tre presenze con un assist nelle qualificazioni all'Europeo di categoria di Ungheria 2023.
Nel 2023 è passato in Under-19, giocando cinque volte fino al 2024 nelle qualificazioni agli Europei di Irlanda del Nord 2024 e Romania 2025.
Ha disputato le sue prime gare con l'Under-21 a giugno 2025, convocato per la doppia amichevole casalinga contro Malta, perse entrambe, 0-1 e 1-2, trovando però nel secondo caso la sua prima rete con le nazionali.
Sempre a giugno 2025, dopo aver ricevuto la convocazione qualche giorno prima a causa di alcuni infortuni in rosa, ha debuttato in nazionale maggiore, entrando al posto di Lorenzo Lazzari al 72' della sconfitta per 4-0 in casa a Serravalle del 10 giugno contro l'Austria nelle qualificazioni al Mondiale nordamericano del 2026.

## Statistiche

### Presenze e reti nei club
Statistiche aggiornate al 14 agosto 2025.
| Stagione        | Squadra         | Campionato      | Campionato | Campionato | Coppe nazionali | Coppe nazionali | Coppe nazionali | Coppe continentali | Coppe continentali | Coppe continentali | Altre coppe | Altre coppe | Altre coppe | Totale | Totale | Totale |
| Stagione        | Squadra         | Comp            | Pres       | Reti       | Comp            | Pres            | Reti            | Comp               | Pres               | Reti               | Comp        | Pres        | Reti        | Pres   | Reti   |        |
| --------------- | --------------- | --------------- | ---------- | ---------- | --------------- | --------------- | --------------- | ------------------ | ------------------ | ------------------ | ----------- | ----------- | ----------- | ------ | ------ | ------ |
| 2025-2026       | Virtus          | CS              | 0          | 0          | CT              | 0               | 0               | UCL+UECL           | 0+2                | 0                  | SS          | 0           | 0           | 2      | 0      |        |
| Totale carriera | Totale carriera | Totale carriera | 0          | 0          |                 | 0               | 0               |                    | 2                  | 0                  |             | 0           | 0           | 2      | 0      |        |

### Cronologia presenze e reti in nazionale
| Cronologia completa delle presenze e delle reti in nazionale ― San Marino | Cronologia completa delle presenze e delle reti in nazionale ― San Marino | Cronologia completa delle presenze e delle reti in nazionale ― San Marino | Cronologia completa delle presenze e delle reti in nazionale ― San Marino | Cronologia completa delle presenze e delle reti in nazionale ― San Marino | Cronologia completa delle presenze e delle reti in nazionale ― San Marino | Cronologia completa delle presenze e delle reti in nazionale ― San Marino | Cronologia completa delle presenze e delle reti in nazionale ― San Marino |
| Data                                                                      | Città                                                                     | In casa                                                                   | Risultato                                                                 | Ospiti                                                                    | Competizione                                                              | Reti                                                                      | Note                                                                      |
| ------------------------------------------------------------------------- | ------------------------------------------------------------------------- | ------------------------------------------------------------------------- | ------------------------------------------------------------------------- | ------------------------------------------------------------------------- | ------------------------------------------------------------------------- | ------------------------------------------------------------------------- | ------------------------------------------------------------------------- |
| 10-6-2025                                                                 | Serravalle                                                                | San Marino                                                                | 0 – 4                                                                     | Austria                                                                   | Qual. Mondiali 2026                                                       | -                                                                         | 72’                                                                       |
| Totale                                                                    |                                                                           | Presenze                                                                  | 1                                                                         |                                                                           | Reti                                                                      | 0                                                                         |                                                                           |